# Trypetisoma uptoni
Trypetisoma uptoni är en tvåvingeart som beskrevs av Kim 1994. Trypetisoma uptoni ingår i släktet Trypetisoma och familjen lövflugor. Inga underarter finns listade i Catalogue of Life.